# Rajakhera
Rajakhera là một thành phố và khu đô thị của quận Dhaulpur thuộc bang Rajasthan, Ấn Độ.

## Nhân khẩu
Theo điều tra dân số năm 2001 của Ấn Độ, Rajakhera có dân số 28.339 người. Phái nam chiếm 54% tổng số dân và phái nữ chiếm 46%. Rajakhera có tỷ lệ 50% biết đọc biết viết, thấp hơn tỷ lệ trung bình toàn quốc là 59,5%: tỷ lệ cho phái nam là 61%, và tỷ lệ cho phái nữ là 36%. Tại Rajakhera, 19% dân số nhỏ hơn 6 tuổi.